# Gerhard Scheit
Gerhard Scheit (* 1959 in Wien) ist ein österreichischer Autor und Essayist.

## Leben und Wirken
Scheit hat nach einem Musikstudium Theaterwissenschaft, Germanistik, Philosophie und Musik in Wien und Berlin studiert. Er hat an mehreren Universitäten in Österreich gelehrt und lebt als freier Autor und Essayist in Wien. Seine Forschungsschwerpunkte bildeten zunächst Geschichte von Drama und Musikdrama sowie Antisemitismus in Literatur- und Musikgeschichte, seit Mitte der 1990er Jahre Studien zu einer kritischen Theorie des Staats- und des Völkerrechts. Ausgehend von Theodor W. Adorno, Max Horkheimer und Franz Neumann betrachtet er die Marxsche Kritik der politischen Ökonomie wie die Freudsche Psychoanalyse als Voraussetzung gesellschaftskritischer Analyse. Besonderes Gewicht legt er dabei auf den Begriff des Rackets. 
Er publizierte in den 1990er Jahren regelmäßig in der Zeitschrift konkret, später vor allem regelmäßig u. a. in der antideutschen Zeitschrift Bahamas und auf der Webseite Café-Critique. 2012 gründete er zusammen mit Manfred Dahlmann die „Zeitschrift für Ideologiekritik“ sans phrase, die sich verstärkt der Kritik des Existenzialismus zuwendet und im Freiburger und Wiener Ça ira Verlag erscheint. Scheit gab mehrere Bände der bei Klett-Cotta erschienenen Werkausgabe des Schriftstellers Jean Améry heraus.

## Auszeichnung
- 2016: Theodor-Kramer-Preis zusammen mit Stefan Horvath[1]

## Werke

### Autor
- Am Beispiel von Brecht und Bronnen. Krise und Kritik des modernen Dramas. Boehlau Verlag, Wien / Köln / Graz 1988, ISBN 3-205-05118-1.
- Theater und revolutionärer Humanismus. Eine Studie zu Jura Soyfer. Verlag für Gesellschaftskritik, Wien 1988, ISBN 3-900351-98-8.
- Franz Grillparzer. Rowohlt, Reinbek bei Hamburg 1994, ISBN 3-499-50396-4.
- Dramaturgie der Geschlechter. Über die gemeinsame Geschichte von Drama und Oper. S. Fischer Verlag, Frankfurt am Main 1995, ISBN 3-596-12513-8.
- Mülltrennung. Konkret Literatur Verlag, 1998, ISBN 3-930786-16-8.
- Hanswurst und der Staat. Eine kleine Geschichte der Komik. Deuticke, Wien 1999, ISBN 3-216-30153-2.
- Die Meister der Krise. Über den Zusammenhang von Menschenvernichtung und Volkswohlstand. Ça ira, Freiburg i. Br. 2001, ISBN 3-924627-70-3.
- Suicide Attack. Zur Kritik der politischen Gewalt. Ça ira, Freiburg i. Br. 2004, ISBN 3-924627-87-8.
- Verborgener Staat, lebendiges Geld. Zur Dramaturgie des Antisemitismus. Ça ira, Freiburg i. Br. 2006, ISBN 3-924627-63-0.
- Jargon der Demokratie. Über den neuen Behemoth. Ça ira, Freiburg i. Br. 2007, ISBN 978-3-924627-95-9.
- Der Wahn vom Weltsouverän. Zur Kritik des Völkerrechts. Ça ira, Freiburg i. Br. 2009, ISBN 978-3-924627-15-7.
- Quälbarer Leib. Kritik der Gesellschaft nach Adorno. Ça ira, Freiburg i. Br. 2011, ISBN 978-3-86259-104-6.
- Kritik des politischen Engagements. Ça ira, Freiburg i. Br. 2016, ISBN 978-3-86259-128-2.
- Im Ameisenstaat: Von Wagners Erlösung zu Badious Ereignis. Sonderzahl, Wien 2017, ISBN 978-3-85449-471-3.
- Mit Marx. 12 zum Teil scholastische Versuche zur Kritik der politischen Ökonomie. Ça ira, Freiburg i. Br., Wien 2022, ISBN 978-3-86259-185-5.

### Koautor
- mit Monika Meier und Peter Roessler: Theater – Wissenschaft und Faschismus. Selbstverlag, Westberlin 1982.
- mit Peter Roessler (Hrsg.): Theater und Faschismus. In: Wespennest. Nr. 56, Wien 1984.
- Das verhörte Geschlecht. Zur Krise der Macht im Dialog Heinrich von Kleists. In: Heinz Ludwig Arnold, Roland Reuß, Peter Staengle (Hrsg.): Heinrich von Kleist. edition text + kritik, München 1993, ISBN 3-88377-440-5. (TEXT+KRITIK Sonderband)
- mit Walter Pass und Wilhelm Svoboda: Orpheus im Exil. Die Vertreibung der österreichischen Musik 1938–1945. Verlag für Gesellschaftskritik, Wien 1995, ISBN 3-85115-200-X.
- mit Wilhelm Svoboda: Feindbild Gustav Mahler. Zur antisemitischen Abwehr der Moderne in Österreich. Sonderzahl, Wien 2002, ISBN 3-85449-196-4.
- mit Wilhelm Svoboda: Treffpunkt der Moderne. Gustav Mahler, Theodor W. Adorno, Wiener Traditionen. Sonderzahl, Wien 2010, ISBN 978-3-85449-332-7.